# Mathew Belcher
Mathew "Mat" Belcher (Gold Coast, 20 de setembro de 1982) é um velejador australiano, campeão olímpico e penta-campeão mundial da classe 470.

## Carreira
Page disputou os Jogos Olímpicos de 2012, nos quais conquistou a medalha de ouro na classe 470.
Esteve no Rio 2016, no qual ganhou a prata na 470, e em Tóquio 2020, onde obteve o título olímpico na mesma classe, em ambos ao lado de Will Ryan.